# Associazione Patria
L’Associazione Patria (anche "Partito nazionale liberale") era un partito italiano-nazionale a Trieste in Austria-Ungheria.

## Storia
L'Associazione Patria ha le sue radici nelle Rivoluzioni del 1848. Prima che esistesse una convivenza relativamente pacifica della maggioranza della popolazione urbana italiana con le famiglie mercantili di varie regioni europee, l'apparato di servizio civile tedesco-austriaco e la popolazione rurale-slovena della regione di Trieste, negli anni della rivoluzione si formarono due campi politici. Da una parte c'era il gruppo fedele alla monarchia asburgica, che comprendeva non solo il servizio civile e la maggior parte dei mercanti, ma anche gli sloveni e una piccola parte della popolazione italiana. Dall'altra parte c'era la grande parte della popolazione italiana, che, guidata da intellettuali di nazionalità, condivideva l'idea del Risorgimento e sosteneva l'unificazione di Trieste con l'Italia.
A Trieste, tuttavia, durante gli anni rivoluzionari si verificarono solo sporadici disordini, mentre non si verificò una grande rivolta. Inoltre, la repressione delle rivolte in Nord Italia e il trattato di pace tra Austria e Regno di Piemonte-Sardegna hanno allontanato un'unione di Trieste con altre aree di insediamento italiane. Pertanto, i nazionalisti italiani hanno dovuto fare i conti con la situazione politica. Successivamente si sono concentrati sulla difesa dell'autonomia locale e sull'assimilazione culturale della popolazione slava e degli immigrati non italiani. I liberali nazionali hanno anche perseguito contatti legali e segreti con la madrepatria Italia. Dal punto di vista ideologico, hanno anche perseguito una politica antisocialista e anticlericale.
I circoli nazionali-italiani si radunarono per la prima volta nella "Società dei Triestini" (Società di Trieste), dal 1868/69 l'organizzazione dei libernazionalisti portava il nome ufficiale "Società del Progresso". Nel 1890 le autorità austriache costrinsero lo scioglimento della "Società del Progresso", i cui membri si fusero per formare la "Società Progressista" (Società progressista) intorno al 1892/93. Nel 1899, l'Associazione Progressista dell'ala Mazziniano-Repubblicana si separò come "Associazione Democratica", ma la riunificazione ebbe luogo già nel 1901. Di conseguenza, il partito fu ufficialmente chiamato "Associazione Patria", con i Mazziniani di nuovo separati nel 1902. Nonostante il nome ufficiale Associazione Patria, il partito veniva costantemente definito nella vita di tutti i giorni come "partito italianissimo" o successivamente come "partito liberale-nazionale" (Partito nazionale liberale).
Tra il 1861 e il 1871, i liberali nazionali rappresentavano circa la metà dei deputati di Trieste nella Camera dei rappresentanti del Reichsrat, con il consiglio comunale che inviava due deputati da loro in mezzo a Vienna. Sebbene i liberali nazionali avessero quasi sempre una maggioranza assoluta nel consiglio comunale, lasciarono i seggi rimanenti sul Reichsrat alle forze fedeli all'Austria a causa di una soluzione di compromesso. Dopo che il diritto di voto alla Camera dei rappresentanti passò dal consiglio locale ai cittadini di Trieste nel 1873, i liberali nazionali boicottarono le elezioni del Reichsrat fino al 1891 compreso, durante il quale Trieste fu rappresentata solo da conservatori, rappresentanti fedeli dell'Austria, politici liberali tedeschi o parlamentari sloveni. Solo dopo che il diritto di eleggere la curia fu esteso alla classe elettorale generale nel 1897 i liberali nazionali presero nuovamente parte alle elezioni, vincendo tutti e cinque i mandati nel 1897 e 1901. Nel 1907 ebbe un mandato e nel 1911 due mandati.